# 尚圖
尚圖（1762年12月20日（乾隆二十七年十一月六日）—1797年11月9日（嘉慶二年九月二十一日）），和名浦添王子朝央，童名思次良金，號憲濟，琉球國第二尚氏王朝攝政。浦添御殿一世。
尚圖是尚穆王的次子，為王妃佐敷按司加那志（向氏淑德）所生。他也是王世子尚哲的同胞弟弟。
乾隆四十七年（1782年），為慶賀德川豐千代（後來的德川家齊）成為德川將軍家嗣子，尚圖奉命出使薩摩藩，透過薩摩藩將慶賀文書轉交給江戶幕府。翌年歸國。
乾隆五十九年十月初六日（1794年10月29日），就任攝政。嘉慶二年九月二十一日（1797年11月9日）卒，享年三十六歲，葬於澤岻之墓。
尚圖也是一名和歌歌人。其子向文炳（浦添按司朝英）、孫尚元魯（浦添朝熹）也都是歌人，尚元魯後來也擔任過攝政。